# Blackburn South
Blackburn South är en del av en befolkad plats i Australien. Den ligger i kommunen Whitehorse och delstaten Victoria, omkring 17 kilometer öster om delstatshuvudstaden Melbourne. Antalet invånare är 10 129.
Runt Blackburn South är det mycket tätbefolkat, med 1 632 invånare per kvadratkilometer.. Närmaste större samhälle är Melbourne, omkring 17 kilometer väster om Blackburn South.
Runt Blackburn South är det i huvudsak tätbebyggt. Genomsnittlig årsnederbörd är 1 244 millimeter. Den regnigaste månaden är juli, med i genomsnitt 140 mm nederbörd, och den torraste är januari, med 49 mm nederbörd.